# Collégiale Saint-Léger de Marsal
La collégiale Saint-Léger de Marsal est une ancienne collégiale située dans la commune française de Marsal, dans le département de la Moselle. Initialement de style roman, elle a connu plusieurs modifications importantes jusqu'à nos jours.

## Histoire
Dédiée à saint Léger, les premières pierres de l'église actuelle sont posées au XIIe siècle. Le bâtiment est alors de tradition germanique avec un profond chevet et deux chapelles orientées, ainsi qu'un impressionnant Westwerk, massif occidental.
L'église, paroissiale, est élevée au titre de collégiale en 1222 par l'abbesse Clémence de Neumunster. Elle y installe alors un chapitre de sept chanoines. La collégiale de Marsal est unie à celle de Vic-sur-Seille depuis le XVIIIe siècle.
Sous l'Ancien Régime, Marsal est le siège d'un archidiaconé du diocèse de Metz, administrant les archiprêtrés d'Haboudange, Marsal, Varize, Kédange, Morhange, Rombas, Saint-Avold et Thionville. L'archipretré de Marsal comprend alors les paroisses d'Amenoncourt, Arracourt, Athienville, Autrepierre, Bezange-la-Grande, Bezange-la-Petite, Blanche-Église, Blémerey, Bourdonnay, Bures, Domjevin, Donnelay, Emberménil, la Garde, Gogney, Haraucourt-sur-Seille, Hénaménil, Juvelize, Leintrey, Lezey, Maizières, Manonviller, Marsal, Moncourt, Mouacourt, Mulcey, Laneuveville-aux-Bois, Ommeray, Parroy, Réchicourt-la-Petite, Reillon, Remoncourt, Repaix, Saint-Martin, Saint-Médard, Sornéville, Verdenal et Xousse.

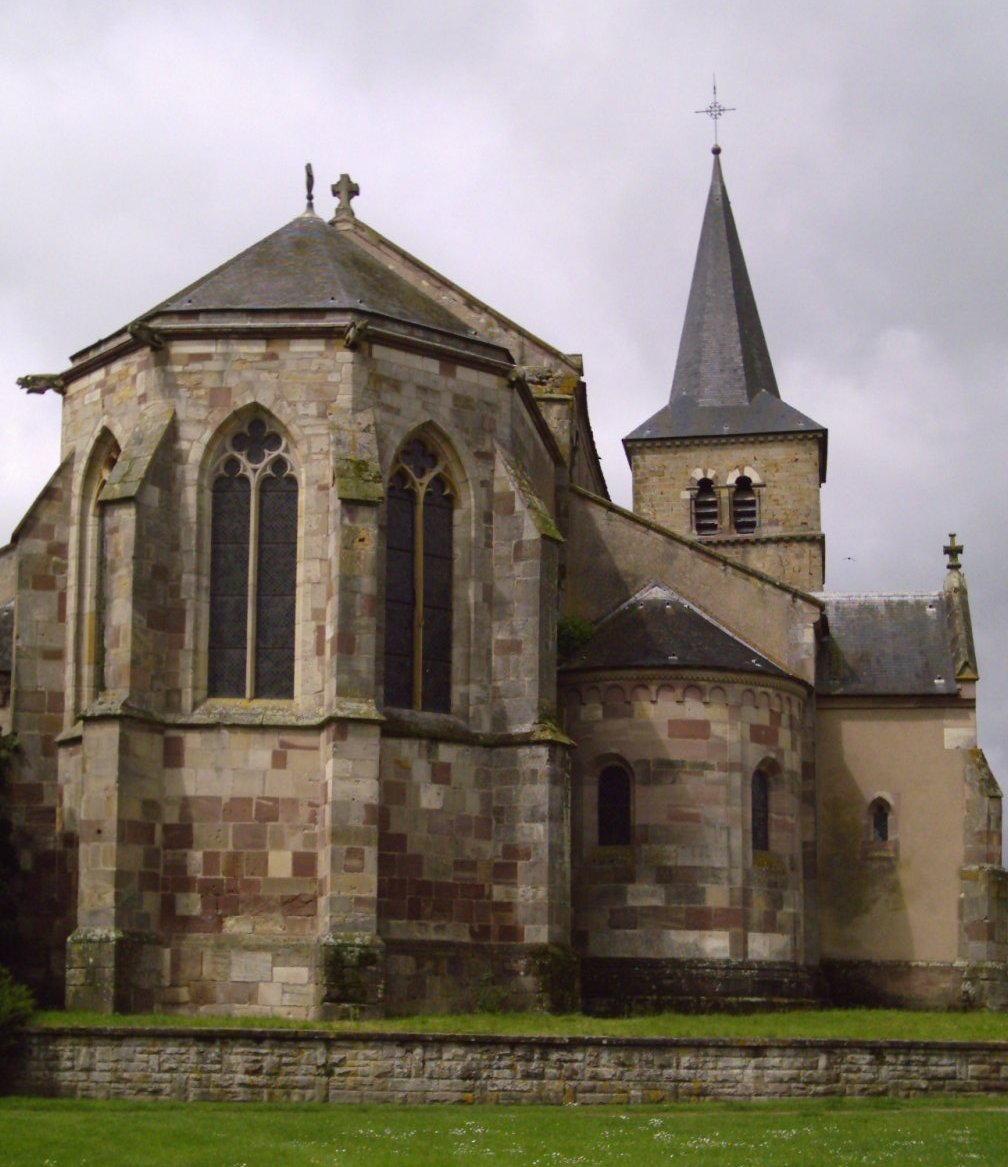
Le chevet de la collégiale

L'édifice est classé monument historique par arrêté du 25 juillet 1874.

## Architecture
Lors des travaux effectués après l'obtention du titre de collégiale au début du XIIIe siècle, nombre de modifications sont apportées à l'église dont on va repercer les ouvertures, agrandir le chœur, retailler les piliers, ajouter une chapelle et une sacristie.
Aujourd'hui, le bâtiment, bien que peu épargné par le temps, est un exemple des plus diachroniques de l'architecture religieuse dans l'Est de la France. Des travaux de longue haleine sont prévus pour l'année 2008, dans le but de consolider le massif occidental, fragilisé par l'instabilité des sols.

## Mobilier

### Stalles
Datant de 1691, des stalles, en chêne et quelques éléments en sapin, sont fortement recouvertes de peinture. Il s'agit de lambris à grand cadres adossés au mur, divisés par des pilastres cannelés, surmontés de chapiteaux doriques portant une corniche décorée d'une frise à triglyphes. Les sièges sont séparés par des appuis en consoles renversées, assez finement sculptées. Les miséricordes des sièges reposent sur des culs-de-lampe s'ornant de feuillages ou de têtes d'angelots entre les ailes déployées. Le pupitre précédant l'appui au-devant des sièges est animé par une frise en feuilles d'acanthe sculptées en méplat. Un décor de guirlandes en méplat couvre également les panneaux du pupitre, sur un plan cintré, au-devant du siège central.

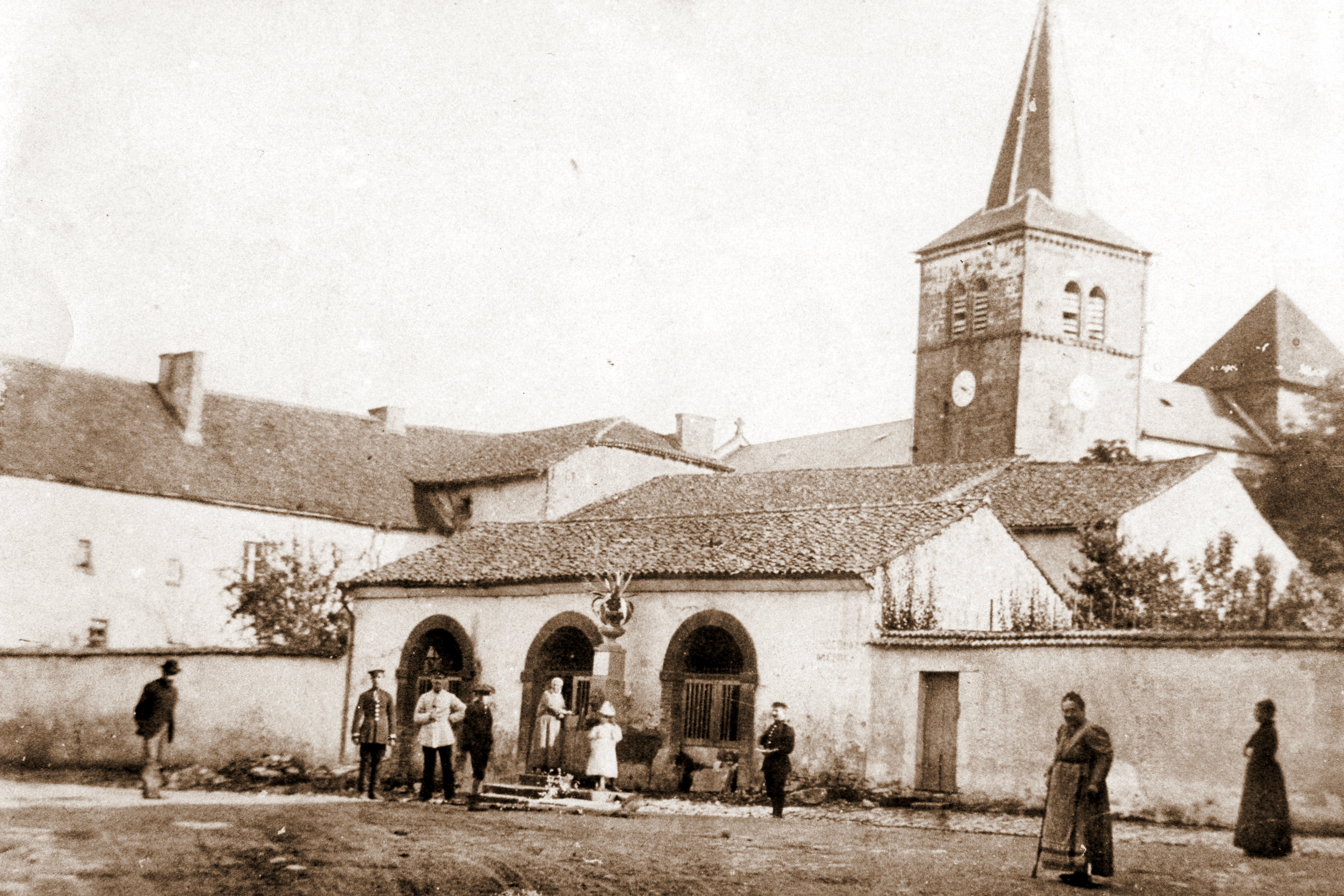
La place d'Armes au début du XXe siècle et les tours de la collégiale

Elles proviennent de l'ancienne abbaye de Prémontrés de Salival. Après la suppression de l'abbaye, les stalles sont découpées et morcelées, aboutissant pour partie à l'église des Cordeliers de Nancy, pour partie, à la chartreuse de Bosserville. Un dernier reste s'est conservé en l'église de Marsal. Les stalles sont classées monument historique au titre objet depuis le 24 mars 1972[réf. nécessaire].

### Groupe sculpté du Saint-Sépulcre
Des fragments, en pierre de Jaumont, comprennent une dalle en relief avec le corps du Christ mort et une dalle ayant constitué le devant du sépulcre. Exécutée vers 1430-1440, l'œuvre est classée monument historique au titre objet depuis le 24 mars 1972.[réf. nécessaire]

### Christ en croix
Une statue du Christ en croix en bois polychrome, datant du XVIIe siècle, est elle aussi inscrite le 28 octobre 1974.

### Monument funéraire[6]
Le monument funéraire d'un comte de Salm et de son épouse, datant du XVIe siècle, comporte une dalle rectangulaire ornée, sur les bords, d'une mouluration simple, animée elle-même d'un décor de godrons en méplat. Elle repose sur des piliers carrés à chapiteau et bases doriques. Deux gisants y sont étendus : un chevalier en armure et son épouse en costume de l'époque Louis XII, les têtes appuyées sur un coussin. Deux nourrissons, enveloppés de langes, placés chacun sur un coussin, se trouvent l'un dans une niche voisine du mur, l'autre aux pieds des deux personnages, en même temps qu'un lionceau (ou un chien) taillé d'une manière très fruste. Un bénitier circulaire, dont la cuve est découpée par des godrons peu saillants, est implanté à l'un des angles de la dalle.

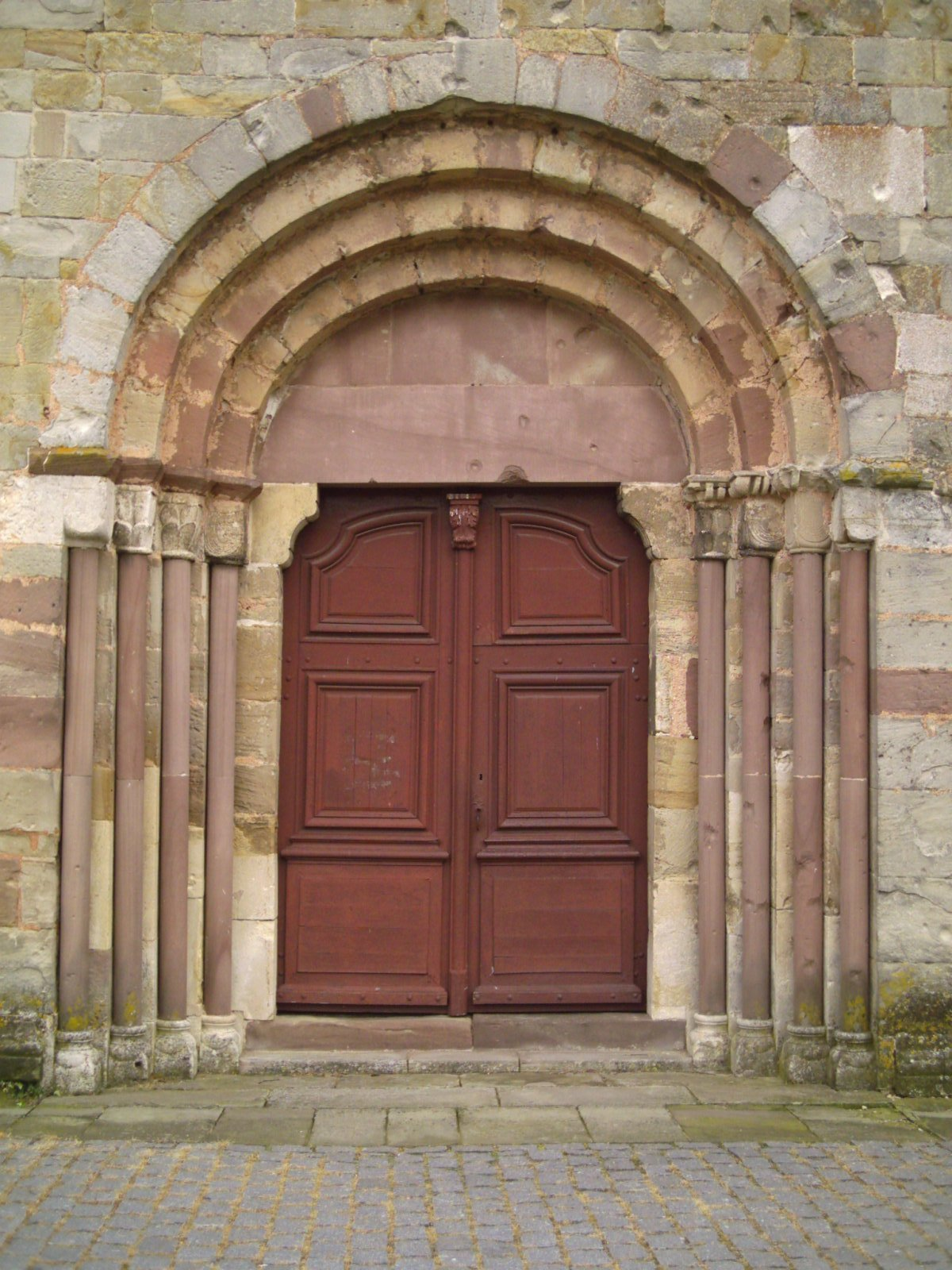
Le portail de la collégiale

Provenant de l'ancienne abbaye de Salival, le tombeau - dont les mains des deux gisants manquent - est inscrit au titre d'objet depuis le 20 décembre 2020.

### Reliquaire
L'église possède un reliquaire en calcaire taillé, datant sans doute du début du XIVe siècle. Couvert d'un toit en bâtière, surmonté en son centre d'un clocheton, celui-ci comporte une partie droite, cantonnée aux angles de pilastres à trois étages séparés par des moulures et surmontés de pyramides à crochets. Au centre des quatre faces s'ouvre une arcade, coiffée par un arc trilobé sous un gable dont les rampants, décorés de crochets, se réunissent en un fleuron. Des crochets accusent également les arêtiers du clocheton qui se terminent en fleuron. Au milieu de la face antérieure du reliquaire, une porte grillagée en tiers-point est placée sous un galbe à crochets, terminé en fleuron et s'appuyant de part et d'autre sur un pinacle sommé d'un couronnement pyramidal décoré de crochets. Le même modèle de pinacle se retrouve aux quatre angles du reliquaire. De part et d'autre du portillon, deux scènes sculptées se situent chacune sous deux gables à crochets enveloppant une arcature trilobée. La face postérieure est de composition semblable. Un rang de rosettes court sur le cavet terminant à sa partie supérieure le socle du reliquaire.
L'objet, dont le fleuron de la flèche du clocheton manque, ainsi que les couronnements en pyramide d'un certain nombre de pinacles, est lui aussi classé en 1972.[réf. nécessaire]

### Cloches
La tour nord dite « Saint-Martin » comporte sept cloches. 
- Saint-Léger, pèse 1 650 kg, sonne le « Ré bémol 3 », fondue en 1502 ;
- Joséphine-Françoise, pèse 1 100 kg, sonne le « Mi bémol 3 », fondue en 1877 ;
- Pauline-Caroline, pèse 900 kg, sonne le « Fa 3 », fondue en 1877 ;
- Saints-Anges-et-Archanges, pèse 500 kg, sonne le « La bémol 3 », fondue en 2013 ;
- Saints-Martys, pèse 300 kg, sonne le « Si bémol 3 », fondue en 2013 ;
- Saints-Pasteurs, pèse 200 kg, sonne le « Do 4 », fondue en 2013 ;
- Cloche de l'Ermitage, pèse 40 kg, sonne le « Do 5 », fondue en 2013.

Une plaque commémorative de fondation de cloches est inscrite au titre objet des monuments historiques le 20 décembre 2020
.